# سلام داخلي

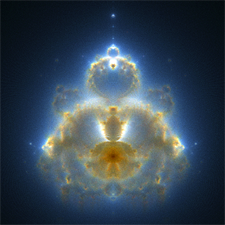

السلام الداخلي (أو راحة البال) يشير إلى حالة السلام في تكوينه العقلي والروحي مع ما يكفي من المعرفة والفهم للحفاظ على قوة النفس في مواجهة الخلاف والتوتر. أن تكون (في سلام) يعني للكثيرين أن تكون صحي (متوازن) وهو عكس أن تكون مرهقاً وقلقاً. وترتبط راحة البال عموماً بالنعيم والسعادة والرضا.
يعد كلاً من راحة البال والسكون والهدوء أوصاف لحالات تخلو من آثار التوتر. تعتبر بعض الثقافات السلام الداخلي حالة من الوعي أو التنوير التي قد يمكن الوصول إليها عبر أشكال مختلفة من التدريب، مثل: الصلاة، و التأمل ورياضة التشي تاي تشون (T'ai chi ch'uan) أو اليوغا. حيث تشير العديد من الممارسات الروحية إلى هذا السلام كتجربة لمعرفة الذات. وكثيراً ما يرتبط إيجاد السلام الداخلي مع التقاليد مثل: الهندوسية والبوذية.
يؤكد تنزين غياتسو، الدالي لاما الرابع عشر على أهمية السلام الداخلي في العالم:

المسألة الحقيقية للسلام الدائم للعالم يتعلق بالبشر، لذلك نجد أن المشاعر الإنسانية أساسية أيضاً. يمكن تحقيق السلام للعالم من خلال السلام الداخلي، حيث تتضح أهمية المسؤولية الفردية؛ يجب أولاً أن نتوصل للسلام داخل أنفسنا، ثم يتوسع تدريجياً ليشمل عائلاتنا، مجتمعاتنا، وفي نهاية المطاف الكوكب بأكمله. .